# Dolmen de Menga
Pour les articles homonymes, voir Menga.
Le dolmen de Menga est un dolmen monumental situé dans la commune d'Antequera, en Andalousie (Espagne). C'est peut-être le monument mégalithique le plus célèbre d'Espagne.

## Situation
Le dolmen de Menga est situé à un kilomètre au nord-est de la ville d'Antequera, à quelques mètres seulement du dolmen de Viera. Avec ce dernier et celui d'El Romeral, ils forment le site de dolmens d'Antequera, un site inscrit au patrimoine de l'Humanité de l'Unesco depuis 2016.. 

## Historique
À la fin du XVIe siècle, l'existence et l'ancienneté du site sont déjà connues. En 1587, dans un manuscrit intitulé Discursos Históricos de Antequera, l'ecclésiastique Agustín de Tejada Páez mentionne « une grotte qui s'appelle Menga, et une autre qui a été découverte il y a peu de temps, qui se trouvent à la périphérie de la ville, en direction de Grenade ». Selon Tejada Páez ces « grottes » (la seconde pourrait être le dolmen de Viera) étaient « faites à la main et devaient être des temples nocturnes où les gentils venaient la nuit pour faire des sacrifices ». Son neveu, Francisco de Tejada y Nava y voyait « l'œuvre d'êtres surnaturels dans laquelle les hommes accomplissaient des sacrifices ou des rituels démoniaques ».
Rafael Mitjana mentionne qu'il a visité le monument à 25 reprises entre le 17 avril 1842 et la publication de son ouvrage Memoria en 1847. Conscient de l'importance scientifique du monument, qui n'avait jamais été jamais été reconnue auparavant, il ordonna de le nettoyer et d'en clôturer l'entrée. Le succès de son ouvrage Memoria a contribué à la notoriété internationale du dolmen. En 1852, la voyageuse britannique Louisa Tenison (en) lors de son voyage dans le sud de l'Espagne fit un déplacement à Antequera pour visiter le monument. En 1885, le roi Alphonse XII, qui parcourt la province de Malaga à la suite du grave tremblement de terre qui a frappé la région, visite le site et ordonne qu'il soit déclaré monument national, ce qui fut fait le 1er juin 1886.
C'est peut-être le monument mégalithique le plus célèbre d'Espagne.

## Description

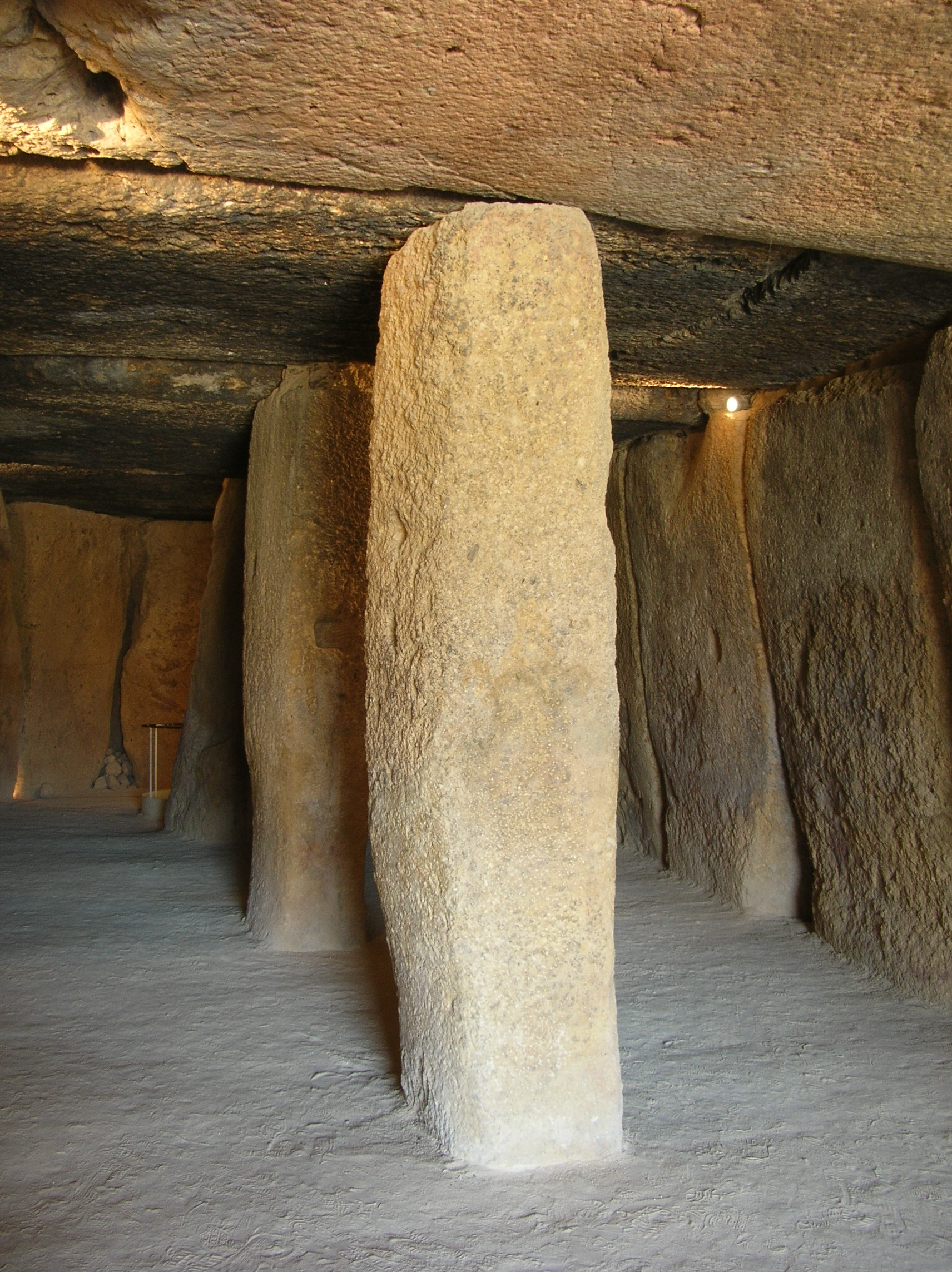
Intérieur du dolmen de Menga.

Les bâtisseurs du dolmen ont nivelé toute la zone de construction mais les fouilles menées au cours des trois dernières décennies ont montré que le site était fréquenté avant la construction du dolmen : un matériel archéologique, lithique et céramique, antérieur à la construction a été découvert dans le remblai utilisé pour les tumuli de Viera et de Menga. Des vestiges de constructions antérieures ont été identifiés et une tombe préhistorique a été retrouvée au sud-ouest du tumulus mais la mauvaise qualité des ossements humains recueillis n'a pas permis d'en réaliser une datation au carbone 14.
Le tumulus mesure près de 50 m de diamètre et correspond à un volume d'environ 3 000 m3 de terre et de pierres, soigneusement disposées en couches alternées. L'espace intérieur est un dolmen à galerie, quasiment rectangulaire, mesurant 27,5 m de long, pour une largeur maximale de 6 m et une hauteur allant de 2,70 à 3,50 m. Le poids combiné des vingt-quatre orthostates, des trois piliers et des cinq dalles de couverture est de 835,70 t. Les cinq dalles de couverture pèsent respectivement 44 t, 51 t, 68 t, 87 t et 149 t. Leur taille et leur poids justifient la présence des trois piliers centraux en renfort.
Le dolmen comporte un puits, qui ne fut découvert qu'en 2005. Il est cependant impossible de savoir si ce puits a été conçu à l'origine ou résulte d'un aménagement ultérieur.
Des études ont montré que l'orientation axiale du monument n'est pas celle du lever du soleil mais qu'elle est spécifiquement dirigée vers la face nord de la Peña de los Enamorados, au pied  de laquelle existe un petit abri néolithique (abri de Matacabras) comportant des représentations d'art rupestre schématique et une zone de dispersion de microlithes (Piedras Blancas). Il semble peu vraisemblable que cette orientation relève du hasard. Si cette orientation a été privilégiée à l'orientation solaire traditionnellement observée dans les monuments mégalithiques ibériques, la raison relève peut-être d'une tradition plus ancienne en lien avec la Peña de los Enamorados. Le site d'implantation correspond aussi à un point de passage stratégique du sud de la péninsule ibérique, entre la Méditerranée et l'Atlantique.

## Matériel archéologique
Le dolmen de Menga semble être demeuré « ouvert » depuis sa construction. De nombreux indices suggèrent que le monument a été visité, fréquenté et utilisé, de façon pratiquement continue depuis sa construction : il est toujours demeuré visible et n'a donc pas échappé à l'intérêt et à la curiosité humaine.
L'éventuel matériel archéologique qui y aurait été déposé depuis son utilisation au Néolithique n'a pas pu être conservé. Rafael Mitjana a indiqué n'avoir trouvé aucun matériel archéologique lors de ses fouilles en 1842. Le seul matériel archéologique connu et officiellement attribué au dolmen de Menga est conservé au musée de Málaga. Il  comprend une tête de hache polie, trois lames et deux éclats de silex retouchés.
Des fouilles menées depuis la fin des années 1980 ont permis d'identifier plusieurs tombes romaines et médiévales installées près du tumulus.

## Datation
On dispose de trois datations au radiocarbone, correspondant à des échantillons prélevés à l'intérieur d'une fosse située dans le monument et à des fragments de poterie faite à la main. Elles correspondent  à des périodes calibrées comprises entre 3790 et 3690 av. J.-C., 3760 et 3530 av. J.-C. et 3639 et 3384 av. J.-C.  L'ensemble est assez cohérent et correspond donc au deuxième quart du IVe millénaire av. J.-C..

## Galerie

Illustrations de 1887
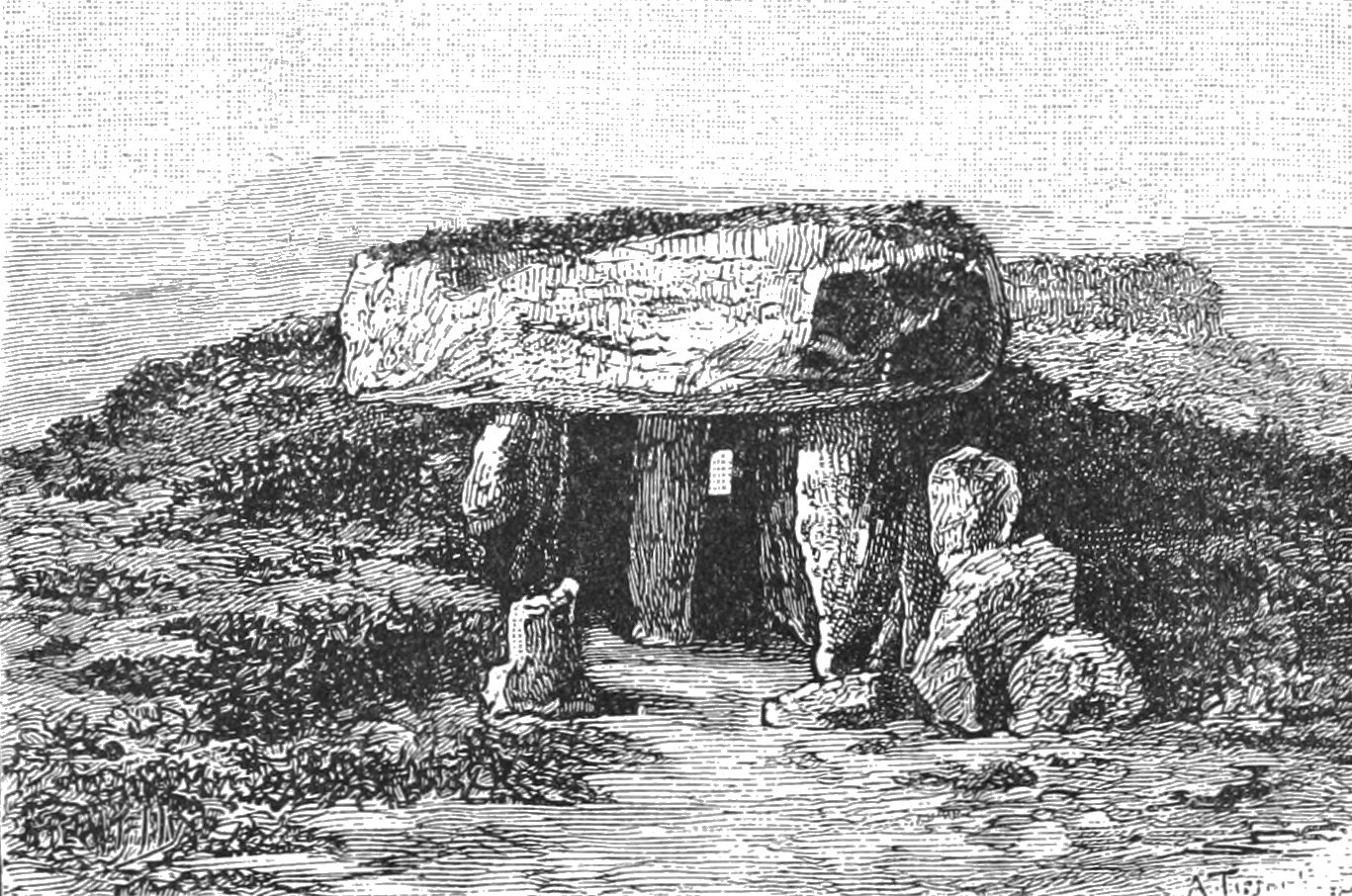
Entrée
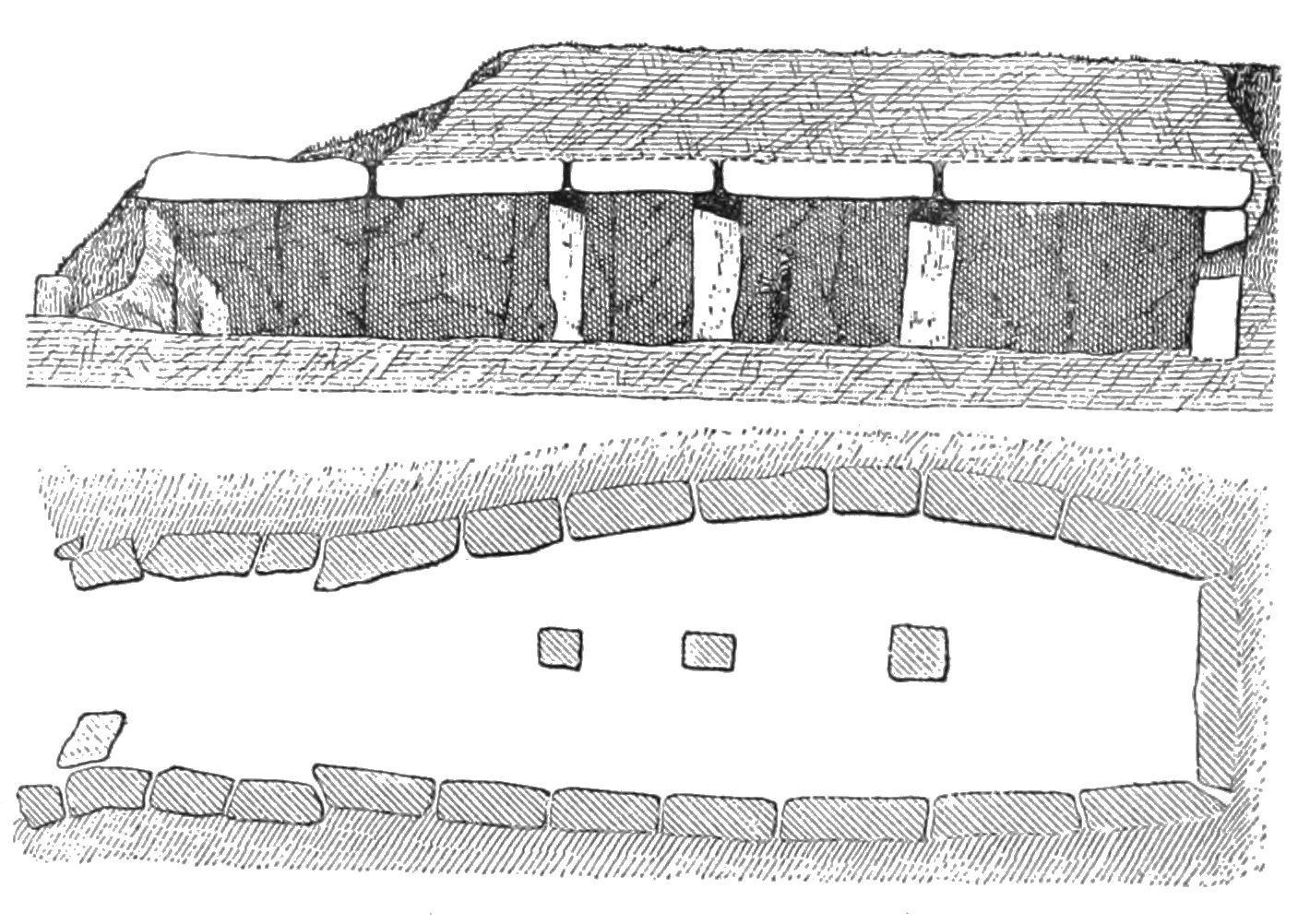
Plan
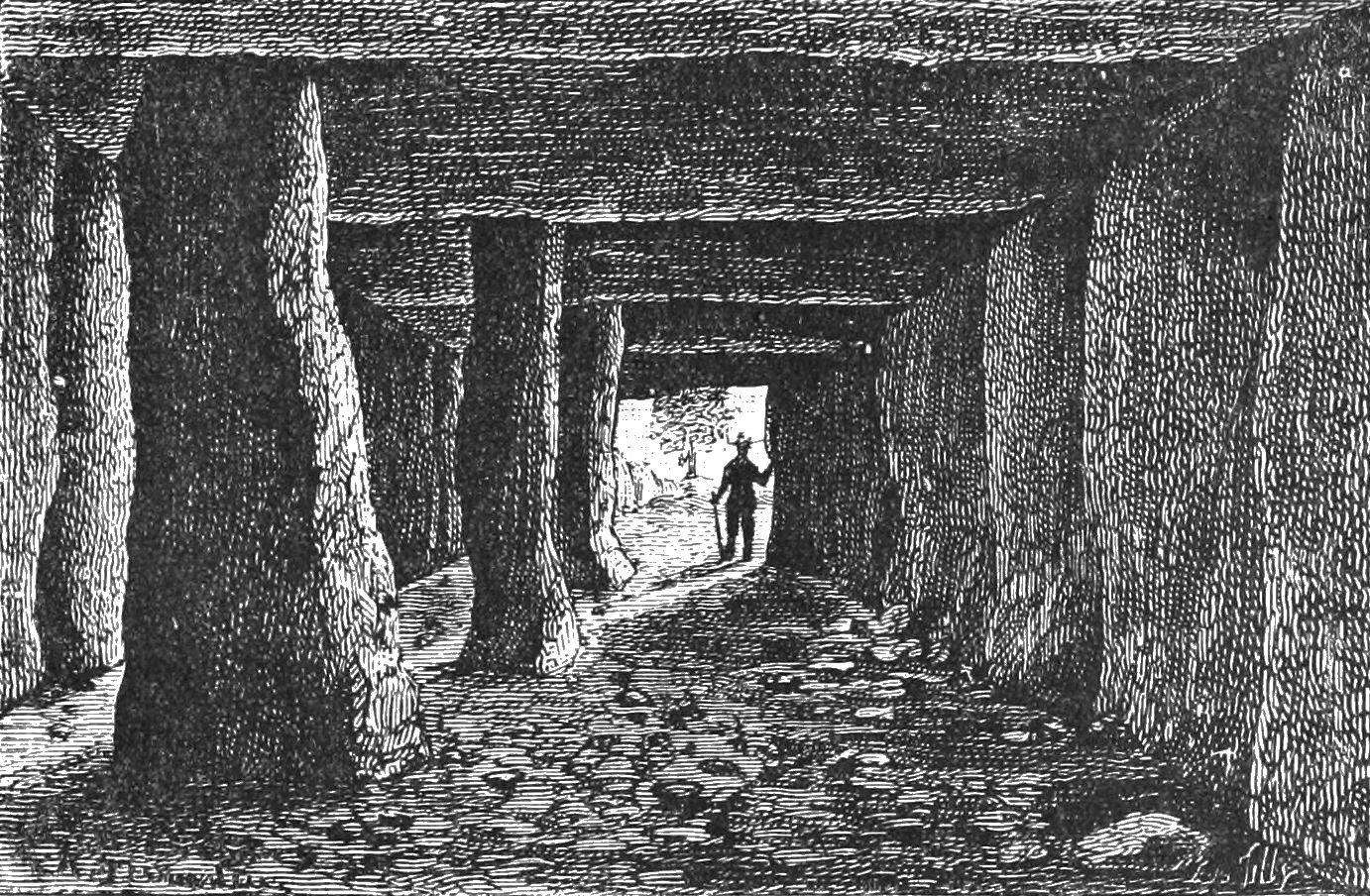
Vue de l'intérieur